# Sebastian Edschmid
Sebastian Edschmid (* 17. Oktober 1965 in Darmstadt, Hessen) ist ein deutscher Kameramann.
Edschmid, Sohn der Schriftstellerin Ulrike Edschmid, begann 1987 als Kameraassistent und studierte von 1993 bis 1999 an der Deutschen Film- und Fernsehakademie in Berlin.
Sebastian Edschmid ist Mitglied der Deutschen Filmakademie und im Berufsverband Kinematografie.

## Filmografie (Auswahl)
- 1999: Schreckliche Mädchen – Straßenkinder am Ende der Flucht
- 2000: Deeply
- 2001: Kleine Kreise
- 2002: Mutanten
- 2002: Kiss and Run
- 2003: Mein erster Freund, Mutter und ich
- 2004: Der Boxer und die Friseuse
- 2005: Almost Heaven
- 2006: Schwesterherz
- 2006: Sweet Mud – Im Himmel gefangen (Adama Meshuga'at)
- 2007: Teufelsbraten
- 2008: Ein Leben für ein Leben – Adam Resurrected (Adam Resurrected)
- 2009: Das Glück ist eine ernste Sache
- 2009: Ein russischer Sommer (The Last Station)
- 2010: Black Death
- 2010: Neue Vahr Süd
- 2011: Die verlorene Zeit
- 2012: Die Abenteuer des Huck Finn
- 2013: Dampfnudelblues
- 2013: Polizeiruf 110 – Wolfsland
- 2014: Männertreu
- 2014: Winterkartoffelknödel
- 2015: Meine fremde Frau
- 2016: Tatort: Die Geschichte vom bösen Friederich
- 2016: Aufbruch
- 2018: Tatort: Unter Kriegern
- 2018: Sauerkrautkoma
- 2019: Ein verhängnisvoller Plan
- 2020: Lindenberg! Mach dein Ding
- 2021: Ferdinand von Schirach: Feinde (Fernsehfilm)
- 2021: Ruhe! Hier stirbt Lothar (Fernsehfilm)
- 2022: Guglhupfgeschwader
- 2024: Jakobs Ross